# Tchinguiz Sadikhov
Tchinguiz Sadikhov (en azéri : Çingiz Hacı oğlu Sadıxov ; né le 5 avril 1929 à Bakou est mort le 30 décembre 2017 à San Francisco) est un pianiste azéri, Artiste du Peuple d'Azerbaïdjan.

## Biographie
Tchinguiz Sadikhov a reçu sa première éducation en 1939-1946 à l'école de musique de Bakou de dix ans, dans un groupe d'enfants talentueux. Puis il a étudié à la faculté de piano du Conservatoire d'État d'Azerbaïdjan et à l'école supérieure du Conservatoire d'État de Moscou.

## Parcours professionnel
Le musicien exceptionnel a travaillé comme soliste et accompagnateur de la Société philharmonique d'État d'Azerbaïdjan, directeur de la 16e école de musique de Bakou, directeur artistique de l'association créative Azkontsert, organisateur et enseignant de l'Institut d'art du Yémen, conseiller du Ministre de la Culture et du tourisme, et a été professeur à l'Académie de musique de Bakou.
Il a accompagné Rachid Behboudov, Muslim Magomayev, Lutfiyar Imanov, Fidan et Khuraman Gasimov et d'autres.
En 1959 et 1987, Ch. Sadikhov a reçu les titres honorifiques d'artiste honoré et populaire d'Azerbaïdjan. Par ordre du Président Ilham Aliyev en date du 28 octobre 2009, il a reçu l'Ordre de Chohrat.
Depuis 1994, il vivait à San Francisco, aux États-Unis. Ses concerts ont été organisés dans une quarantaine de villes américaines.

## Mérites
- Artiste mérite de la RSS d'Azerbaïdjan (1959)
- Artiste du peuple de la RSS d'Azerbaïdjan (1987)